# Omega (álbum de Alyson Avenue)
Omega  es el segundo álbum de la banda sueca Alyson Avenue y para ellos unos de los más importantes.El álbum fue relanzado el 5 de junio de 2009.

## Lanzamiento
El álbum fue lanzado en Europa a finales de abril de 2004 y fue bien recibido por los críticos. Realizaron un concierto especial en Malmö, Suecia, el 29 de mayo de 2005, que fue filmado profesionalmente para un futuro DVD (aunque nunca fue lanzado). Una interpretación de "All This Time" (incluida en Presence of Mind) de ese concierto también fue enviada a Tuomas Holopainen en 2006 durante el proceso de audición para el nuevo cantante principal de su banda, que Olzon ganó.
Debido a la repercusión del contrato de Anette con la banda finlandesa de metal sinfónico Nightwish en 2007,  y el interés del público y los medios con respecto a su carrera pasada, la banda decidió reeditar Presence of Mind y Omega en 2009 a través del sello discográfico Yesterrock, conteniendo algunas regrabaciones menores de ciertos temas, para que se parecieran a la forma original en que pretendían grabarlos en 2004, además de algunos bonus tracks. Esta versión se conoció como Omega II. La canción «I Am (Your Pleasumaker)» también fue lanzada como sencillo en 2006.

## Lista de canciones
1. When dreams fall apart
2. Tonight is all you get
3. Perfect love
4. One life one show
5. You ever miss me my passion
6. Echoes of my heart
7. Still Believe
8. Have been waiting
9. Can I be wrong
10. Whenever you need someone

### Reelanzado
- 1When Dreams Fall Apart
- 2Tonight Is All You Get
- 3Perfect Love
- 4One Life One Show
- 5Do You Ever Miss My Passion
- 6Echoes of My Heart
- 7I Still Believe
- 8I Have Been Waiting
- 9Can I Be Wrong
- 10Whenever You Need Someone
- 11I Am (Your Pleasuremaker)
- 12Hard to Feel Alive
- 13Fight With Your Heart
- 14Every Day Is a Trial
- 15Another Night